# Hameau La Fontaine
Le hameau La Fontaine est une voie du 16e arrondissement de Paris, en France.

## Situation et accès
Le hameau La Fontaine est une voie privée située dans le 16e arrondissement de Paris. Il débute au 8 bis, rue Jean-de-La-Fontaine et se termine en impasse.

## Origine du nom

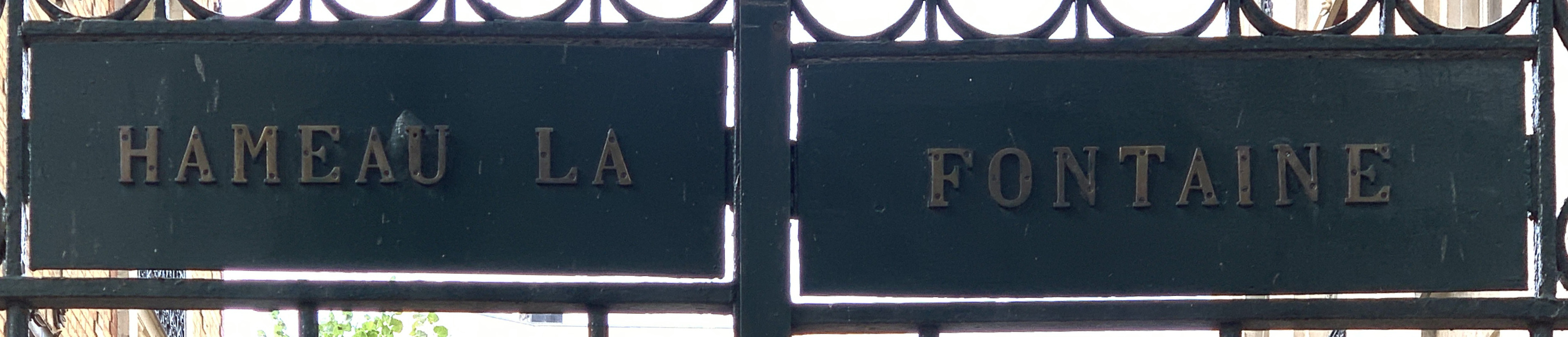
Inscription de la voie.

Il porte ce nom en raison du voisinage de la rue Jean-de-La-Fontaine.

## Historique
L'assainissement de cette rue a été autorisé par un arrêté du 21 avril 1950.